# Irina Palm
Irina Palm – brytyjski dramat filmowy 2007 roku w reżyserii Sama Garbarskiego. W głównych rolach wystąpili w nim Marianne Faithfull, Miki Manojlović i Kevin Bishop.

## Opis fabuły
Film opowiada historię kobiety, której wnuk zapada na ciężką chorobę i potrzebuje pieniędzy na leczenie. Babcia robi wszystko, aby uzyskać fundusze, ostatecznie postanawia znaleźć pracę w branży seksualnej.

## Główne role
- Marianne Faithfull - Maggie
- Miki Manojlović - Miki
- Kevin Bishop - Tom
- Siobhan Hewlett - Sarah
- Dorka Gryllus - Luisa
- Jenny Agutter - Jane
- Corey Burke - Olly
- Meg Wynn Owen - Julia
- Susan Hitch - Beth
- Flip Webster - Edith